# Teruyuki Moniwa
Teruyuki Moniwa (jap. 茂庭照幸 Moniwa Teruyuki; ur. 8 września 1981 w Atsugi, w prefekturze Kanagawa) – japoński piłkarz, grający na pozycji środkowego obrońcy.

## Kariera klubowa
Piłkarską karierę Moniwa rozpoczął w małym klubie Atsugi Goal Plunders. Następnie, jeszcze jako junior, podjął treningi w Bellmare Hiratsuka, a 18 sierpnia 1999 zadebiutował w J-League w przegranym 1:2 domowym meczu z JEF United Ichihara. Na koniec 1999 r. spadł z Bellmare do drugiej ligi i występował tam do końca 2001 r. Łącznie przez 3 lata wystąpił w 52 ligowych meczach.
Na początku 2002 r. Moniwa zmienił barwy klubowe z powodu kłopotów finansowych klubu z Hiratsuki. Został zawodnikiem FC Tokyo i z czasem stał się podstawowym obrońcą w drużynie. W 2003 r. zajął 4. miejsce w lidze, jak do tej pory najwyższe w swojej karierze. 18 sierpnia 2004 r. zdobył swojego pierwszego gola w historii występów w J-League, a zespół ze stolicy Japonii pokonał 3:2 Nagoya Grampus Eight. W tym samym roku zdobył Puchar J-League, dzięki zwycięstwu po serii rzutów karnych w finale z Urawą Red Diamonds.
W 2014 roku Moniwa przeszedł do tajskiego Bangkok Glass.
| Sezon | Klub               | Kraj      | Rozgrywki      | Mecze | Bramki |
| ----- | ------------------ | --------- | -------------- | ----- | ------ |
| 1999  | Bellmare Hiratsuka | Japonia   | J-League       | 11    | 0      |
| 2000  | Shonan Bellmare    | Japonia   | J-League       | 12    | 0      |
| 2001  | Shonan Bellmare    | Japonia   | J-League       | 29    | 0      |
| 2002  | FC Tokyo           | Japonia   | J-League       | 19    | 0      |
| 2003  | FC Tokyo           | Japonia   | J-League       | 27    | 0      |
| 2004  | FC Tokyo           | Japonia   | J-League       | 22    | 1      |
| 2005  | FC Tokyo           | Japonia   | J-League       | 32    | 0      |
| 2006  | FC Tokyo           | Japonia   | J-League       | 24    | 0      |
| 2007  | FC Tokyo           | Japonia   | J-League       | 16    | 0      |
| 2008  | FC Tokyo           | Japonia   | J-League       | 22    | 0      |
| 2009  | FC Tokyo           | Japonia   | J-League       | 9     | 0      |
| 2010  | Cerezo Osaka       | Japonia   | J-League       | 34    | 0      |
| 2011  | Cerezo Osaka       | Japonia   | J-League       | 33    | 0      |
| 2012  | Cerezo Osaka       | Japonia   | J-League       | 33    | 0      |
| 2013  | Cerezo Osaka       | Japonia   | J-League       | 16    | 0      |
| 2014  | Bangkok Glass      | Tajlandia | Premier League |       |        |

## Kariera reprezentacyjna
W reprezentacji Japonii Moniwa zadebiutował 8 października 2003 roku w wygranym 1:0 towarzyskim spotkaniu z Tunezją. W 2004 roku wystąpił na Igrzyskach Olimpijskich w Atenach. W 2006 roku został powołany przez Zico do kadry na Mistrzostwa Świata w Niemczech – zastąpił kontuzjowanego Makoto Tanakę. Na turnieju zagrał tylko w przegranym 1:3 meczu z Australią.